# Aparell bucal
En els artròpodes, es denomina aparell bucal o peces bucals al conjunt d'esclerites i apèndixs que envolten la boca i contribueixen a la captura i ingestió de l'aliment. Es tracta d'estructures evolutivament molt plàstiques, que han radiat a partir d'una morfologia primitiva originant una gran varietat d'aparells bucals.

## Mandibulats
Els mandibulats (Mandibulata) (crustacis, miriàpodes i insectes) tenen un model bàsic comú cap format per cinc segments o metàmers (més àcron). El primer i segon segments no posseeixen apèndixs bucals; el tercer segment duu les mandíbules, el quart el primer parell de maxil·les (maxíl·lules) i el cinquè el segon parell de maxil·les. En cada grup, aquesta estructura bàsica sofreix més o menys modificacions.

### Crustacis

Mandíbula d'un crustaci amfípode
1: procés molar; 2: espines; 3: lacínia; 4: dents apicals; 5: palp mandibular.

Els apèndixs dels crustacis són birramis, i les peces bucals no són una excepció. No obstant això, les endites solen estar molt desenvolupades formant grans gantobases (de gnatos, mandíbula) que realitzen les funcions principals; en canvi, les dues branques dels apèndixs ocupen un paper secundari i amb freqüència es troben reduïdes o falten per complet
Els apèndixs que formen les peces bucals dels crustacis són:
- Apèndixs cefàlics: es tracta de tres parells d'apèndixs situats al cap que estan directament relacionats amb l'alimentació.
  - Mandíbules.
  - Maxíl·lules. Primer parell de maxil·les.
  - Maxil·les. Segon parell de maxil·les.
- Apèndixs no cefàlics: amb freqüència, els primers apèndics toràcics (toracòpodes) es transformen en apèndix bucals auxiliars.
  - Maxil·lípedes. Primer parell de toracòpodes.
  - Gnatopodis. La resta de toracòpodes amb funció tròfica.

### Insectes

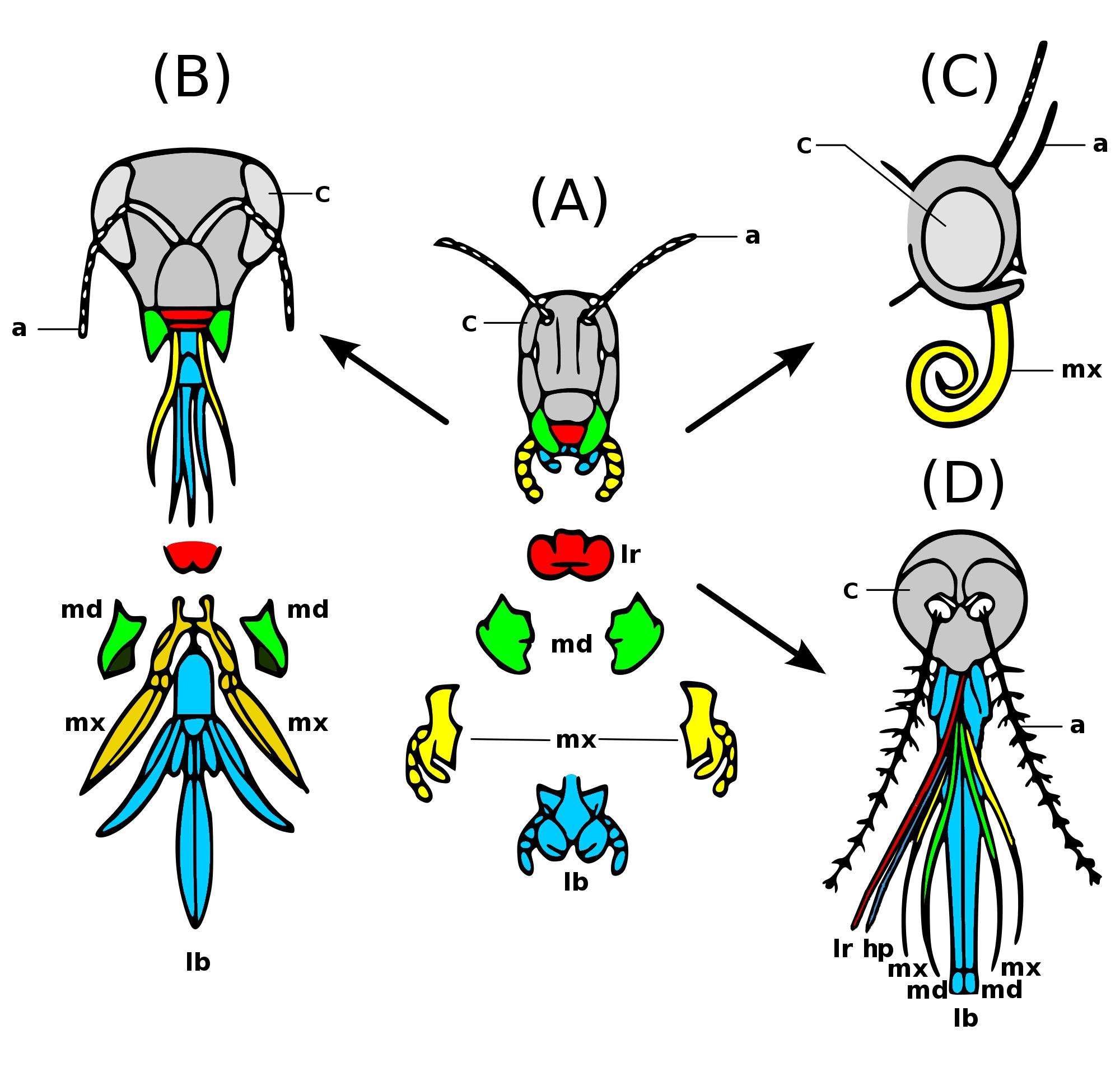
Radiació adaptativa de les peces bucals dels insectes
lr (vermell): labre, md (verd): mandíbules, mx (groc): maxil·les, lb (blau): llavi

L'estructura primitiva de les peces bucals dels insectes consta dels següents elements:
- Labre (labrum o llavi superior). Esclerita dorsal imparell que recobreix les altres peces bucals.
- Mandíbules. Peces parells amb el marge intern esmolat i de vegades dentat que serveixen per a sostenir i esmicolar l'aliment.
- Maxil·les. Primer parell de maxil·les (= maxíl·lules dels crustacis). Peces parells proveïdes d'un petit apèndix format per diversos artells, denominats palps maxil·lars.
- Llavi (labium o llavi inferior). Peça imparell, resultat de la fusió del segon parell de maxil·les, dues peces parells similars a les maxíl·lules; també existeixen palps articulats, denominats palps labials.

### Miriàpodes
L'estructura bàsica de les peces bucals dels miriàpodes és similar a la dels insectes. Les mandíbules estan presents en tots els grups de miriàpodes; el primer i segon parell de maxil·les sofreixen diverses modificacions.
- Diplòpodes i pauròpodes. Amb mandíbules; primer parell de maxil·les (=maxíl·lules) fusionades originant el gantoquilari; segon parell de maxil·les absent.
- Quilòpodes. Amb mandíbules, primer i segon parell de maxil·les fusionats. Primer parell de potes modificat en grans ungles (forcípules) associades a una glàndula verinosa, que usen per a capturar les preses i per tant, actuen com peces bucals addicionals.
- Símfils. Amb mandíbules, primer parell de maxil·les separat i segon parell de maxil·les fusionat formant un Llavi.

## Quelicerats

A: quelícers en navalla; B: quelícers en tisora; C: quelícers triarticulats en pinça

Els quelicerats no tenen mandíbules. Els apèndixs bucals característics són els quelícers, que ocupen una posició preoral i no són homòlegs de les mandíbules.
La seva morfologia és variada; poden acabar en pinça, com en els escorpins i opilions, o en una ungla, com en els amblipigis i aranèids; aquests últims posseeixen una glàndula verinosa associada al quelícer.
Amb freqüència, el primer parell d'apèndix postorals, els pedipalps, adquireix funció tròfica, col·laborant amb els quelícers en la captura de l'aliment, com en els escorpins que posseeixen grans pedipalps acabats en pinça.